# Гаврилюк, Влас Львович
Влас Льво́вич Гаврилю́к (1867 — после 1912) — член III Государственной думы от Гродненской губернии, крестьянин.
Православный, крестьянин деревни Щитники Лыщицкой волости Брестского уезда.
Начальное образование получил дома. Воинскую повинность отбывал военным фельдшером. Затем четыре года был сборщиком податей и два с половиной года волостным судьей. Занимался вольной медицинской практикой и сельским хозяйством (5 десятин).
14 октября 1907 года избран в Государственную думу III созыва от общего состава выборщиков Гродненского губернского избирательного собрания. Входил во фракцию умеренно-правых, с 3-й сессии — в русскую национальную фракцию.
Судьба после 1912 года неизвестна.